# 리버풀 공습
리버풀 대공습은 제2차 세계 대전 동안 나치 독일 루프트바페에 의해 영국의 리버풀과 그 주변 지역에 가해진 대규모의 지속적인 폭격이다.
리버풀은 버컨헤드와 함께 서해안에서 가장 큰 항구를 가지고 있었고 영국 전쟁 노력에 매우 중요했기 때문에 런던 외곽에서 가장 심하게 폭격당한 지역이었다. 독일군에게 자세한 정보가 알려지지 않도록 구체적인 피해 내용은 알려지지 못했고 선전 목적으로 신문에서는 축소되었다. 따라서 많은 리버풀 사람들은 다른 지역에 비해 자신들의 고통이 간과되었다고 느꼈다. 대공습 기간 동안 머지사이드 지역에서 약 4,000명이 사망했다. 이 사망자 수는 전쟁이 끝날 때까지 40,000명 이상이 사망한 런던 다음으로 많았다.

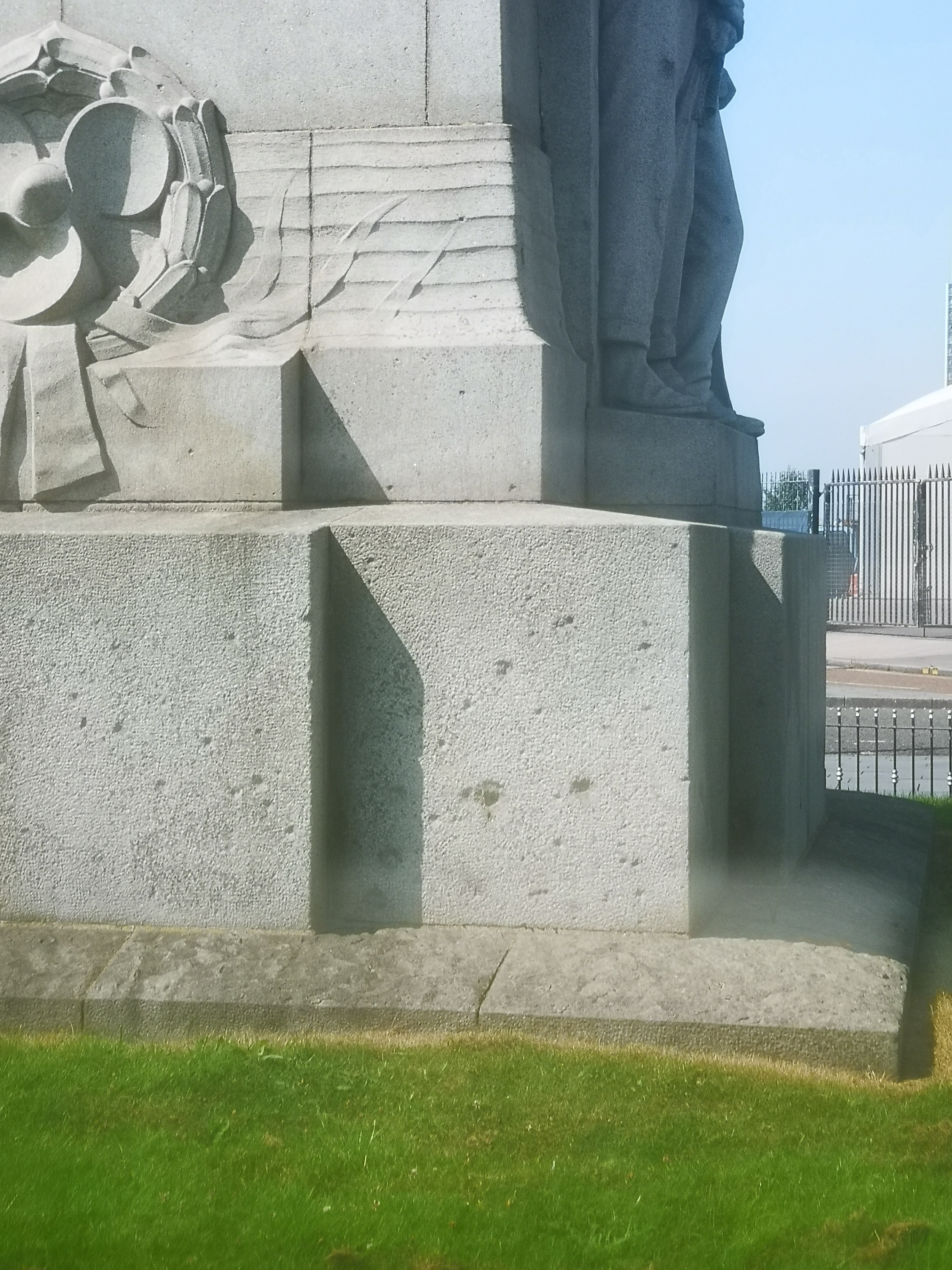
리버풀에 있는 해양기관실 영웅들을 기리는 타이타닉 기념비의 하단부에 보이는 폭탄 파편 손상

리버풀, 부틀, 월러시 풀 복합단지는 제2차 세계 대전 중 전략적으로 매우 중요한 위치였다. 리버풀 항구는 오랫동안 북아메리카와 영국을 잇는 주요 통로였으며, 대서양 전투에서 영국의 참여에 핵심적인 역할을 했다. 수많은 국가의 해군 함정에 정박지를 제공할 뿐만 아니라, 항구의 부두와 항만 노동자들은 해외에서 영국으로 들어오는 모든 전쟁 물자의 90% 이상을 처리했으며, 7500만 톤이 11 마일 (18 km)에 이르는 부두를 통해 운송되었다. 리버풀은 북아메리카에서 오는 대서양 횡단 보급망의 동쪽 끝이었다. 다른 산업들도 리버풀과 머지강 건너편의 버컨헤드에 밀집되어 있었다.

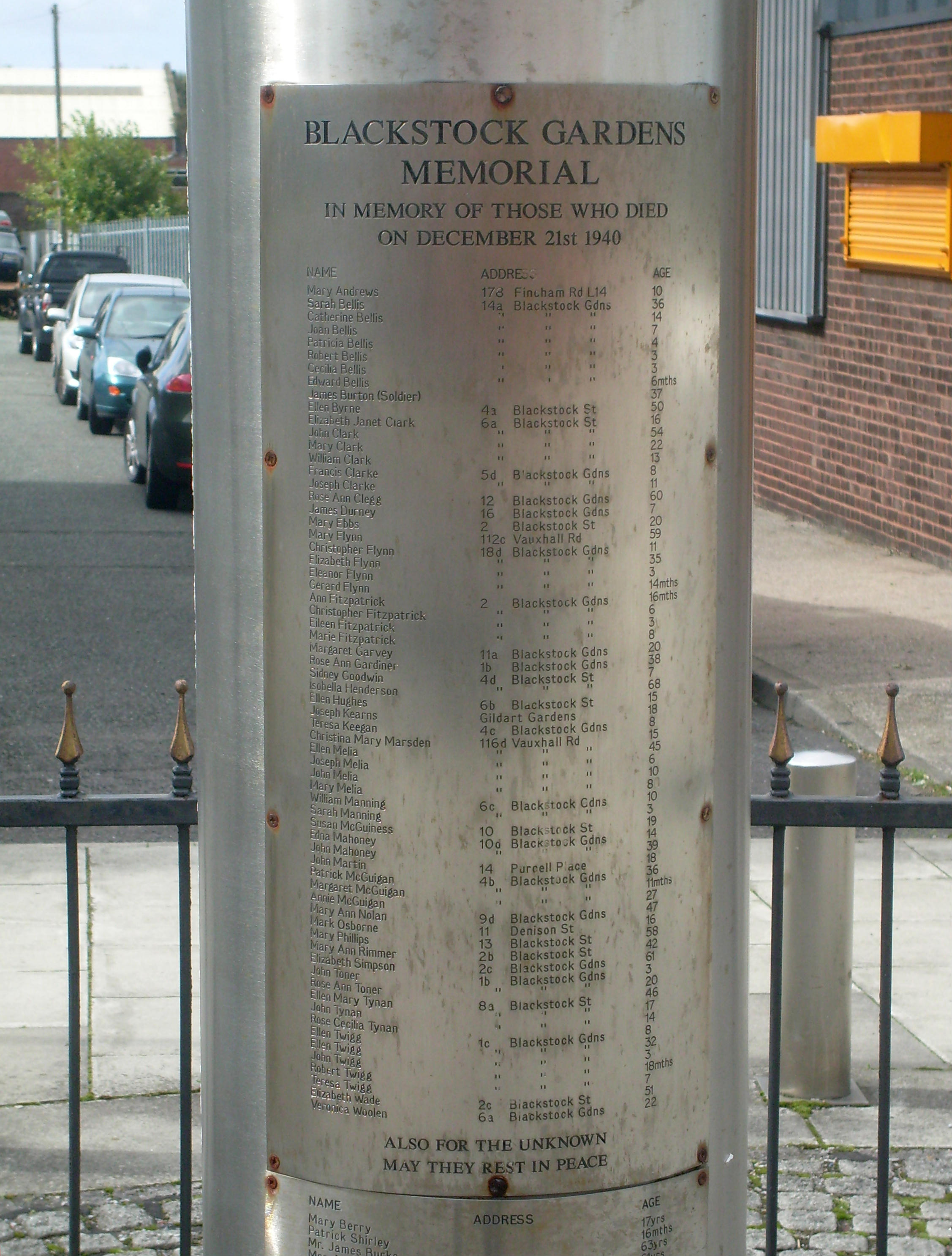
리버풀 블랙스톡 가든에서 12월 21일 사망한 사람들을 기리는 기념비의 명판

## 전쟁 준비
1939년 9월 전쟁이 시작될 때 아동 피난 작전 (파이드 파이퍼 작전)은 도시 또는 군사 지역의 주민을 독일군의 공중 폭격으로부터 보호하기 위한 예방 조치였다. 9월 1일부터 6일 사이에 리버풀 시의회가 조직한 피난을 통해 8,500명의 어린이, 부모, 교사가 도시에서 랭커셔주, 웨일스, 체셔주, 슈루즈베리, 슈롭셔주의 시골 지역과 작은 마을로 이동했다.
몇 달이 지나도 루프트바페의 공습 징후가 없자 많은 부모들이 자녀를 다시 리버풀로 데려왔고, 1940년 1월까지 피난 아동의 40%가 다시 도시로 돌아왔다.

## 대공습의 시작
리버풀에 대한 첫 주요 공습은 1940년 8월 28일 밤 160대의 폭격기가 도시를 공격하면서 시작되었다.
이 공격은 다음 3일 밤 동안 계속되었고, 그 후 연말까지 정기적으로 이어졌다. 이 3개월 동안 도시에 50번의 공습이 있었다. 이 중 일부는 소수의 항공기가 몇 분 동안 지속되는 소규모 공습이었고, 다른 일부는 최대 300대의 항공기가 10시간 이상 지속되는 대규모 공습이었다. 9월 18일, 월턴 교도소의 한 동이 고폭탄에 의해 파괴되면서 22명의 수감자가 사망했다.
11월 28일에는 도시에 대규모 공습이 있었고, 가장 심각한 단일 사건은 더닝 로드의 방공호가 피격되어 166명의 사망자가 발생한 것이었다. 윈스턴 처칠은 이를 "전쟁 중 가장 최악의 단일 사건"이라고 묘사했다.
1940년의 공중 공격은 12월 20일부터 22일까지 3일 밤 동안 이어진 크리스마스 대공습으로 절정에 달했다.

## 크리스마스 대공습
1940년 12월에 크리스마스 대공습이라 불리는 일련의 대규모 공습이 발생하여, 12월 20일부터 22일까지 365명이 사망했다. 이 공습은 여러 차례 방공호에 대한 직접적인 피격을 포함했다. 12월 20일에는 방공호가 피격되어 42명이 사망했고, 또 다른 폭탄이 벤틴크 스트리트의 철도 아치를 강타하여 그곳에 피난하던 지역 주민 40명이 사망했다. 12월 21일에는 또 다른 방공호 피격으로 74명이 사망했다.
헬렌 포레스터는 자신의 회고록 Lime Street at Two에서 크리스마스 대공습 중 부틀에 있는 직장에서 집으로 돌아가려던 때를 묘사했다.
조명탄, 화재, 예광탄과 탐조등의 불빛으로 모든 것을 쉽게 볼 수 있었다. 나는 화가 났다. 독일 비행기 때문에 집에 가지 못할 수는 없었다. 나는 걷기 시작했다...여러 지점에서 공습이 바로 머리 위로 지나갔고, 숨을 곳이 없어 보였다...일련의 폭탄이 바로 다음 거리에 떨어진 것 같았고, 나는 갑자기 길 건너편의 텅 빈 벽에 직면했고, 결과적으로 도랑에 쓰러져 있었다는 것이 다행스러웠다. 만약 피할 수 있는 집이나 상점 입구가 있었다면, 창문에서 튀어나오는 유리 조각에 찔렸을 수도 있었다. 움직이는 물체가 정지한 물체보다 맞히기 어렵다는 이론에 따라, 나는 소이탄이나 무거운 잔해가 나에게 떨어지는 것을 피하기 위해 겁먹은 길고양이처럼 달렸다. 소이탄은 아주 작았지만 사람에게 떨어지면 치명적이었고, 우리 고사포에서 발사되는 포탄 파편이나 폭격 맞은 건물에서 날아오는 잔해와 유리는 폭탄이 직접 터지는 것보다 더 큰 위협이었다. 또 다른 큰 위험은 여전히 살아있고 화난 용처럼 튀어나오는 낙하 전선이었다...'윌리엄 브라운 스트리트를 건너 픽턴 도서관이 있는 곳을 지나 세인트 존스 가든의 벽을 따라가자. 조금 보호가 될 거야.' 나는 혼잣말을 했다. 이렇게 함으로써 나는 리버풀의 아름다운 이 지역의 넓은 개방 공간을 피할 수 있었고, 맞을 확률도 줄어들었다. 또한 도시의 매춘부들의 주된 거점인 라임 스트리트 대부분을 지나칠 수 있었는데, 그곳에서는 공습이 있든 없든 평소처럼 영업을 하고 있을 것이라고 확신했다. 내가 두려워하는 것은 여성들이 아니라 그들의 포주와 그들의 심복들이었다. 도시는 혼란에 빠져 있었고, 서비스 차량들은 파괴된 거리를 무모하게 질주했다. 데일 스트리트 초입에 아주 큰 화재가 발생한 것 같았고, 내가 라임 스트리트 끝까지 달려간 건물들 뒤편에는 분명히 또 다른 큰 화재가 있었는데, 나중에 들으니 세인트 존스 시장이 불타고 있었다고 한다...내가 달리는 동안 소이탄이 비처럼 쏟아졌고, 웅장한 세인트 조지 홀은 불타고 있었다. 나중에 들으니 그 아래 지하 감옥에 수백 명의 사람들이 피난하고 있었는데, 건물 위가 불타고 있다는 사실을 몰랐다고 한다. 나는 폭탄, 파편, 그리고 포도 위 위험한 잔해의 눈보라만 의식했지만, 짧은 거리에 코트 극장 앞에 폭탄이 떨어졌고, 신고를 받고 달려가던 소방차가 폭발구에 빠져 7명의 승무원 전원이 사망했다. 이런 상황에서 속도는 아무 소용이 없었다. 내가 무언가에 넘어지거나 무언가에 빠지지 않은 것이 다행이었다. 나는 렌쇼 스트리트를 뒤로하고 캐서린 스트리트를 향해 언덕을 오르자 발가벗겨진 듯한 느낌이 들었다. 내 오른쪽에는 성공회 대성당이 장밋빛 하늘에 윤곽을 드러내고 있었다. 이곳은 소음이 덜했고, 완전히 황량했다. 도시를 헤쳐나오게 해준 조용한 분노가 사라지기 시작했고, 참을 수 없는 피로감이 몰려왔다. 언덕 꼭대기에는 몇몇 병원이 있었고, 자동차와 구급차가 끊임없이 오고 갔다. 나는 포기하고 그 중 하나에 피난할까 생각했다. 하지만 나는 집과 아주 가까웠고, 병원도 피격될 수 있었다. 사실 그날 밤 왕립 병원과 밀 로드 병원은 심하게 손상되었다. 나는 천천히 걸음을 옮겼고, 대기 중의 연기와 먼지, 그리고 도시 중심부에 폭탄이 떨어지는 소리에 시달렸다. 현관문이 열리고 닫히는 소리에 아버지가 불안한 얼굴로 지하실 계단에서 올라오셨다. '세상에! 무슨 일이 있었니?' 그가 외쳤다. 나는 바싹 마른 입술을 핥았다. '걸어왔어요.' 나는 간단히 말했다.

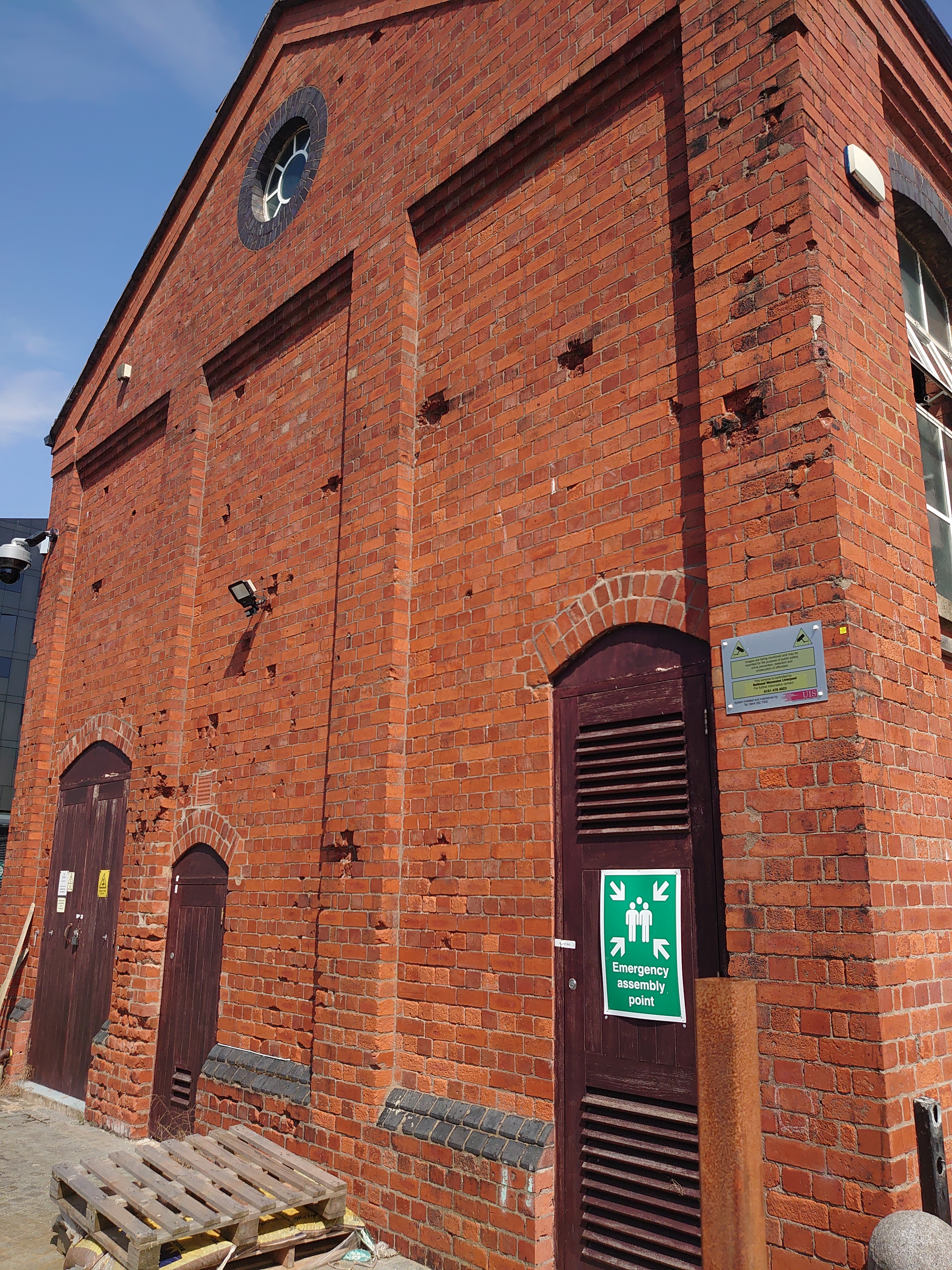
영국 리버풀 서부 철도 창고 서쪽 벽의 제2차 세계 대전 파편 피해

새해가 시작된 후 폭격의 심각성은 줄어들었다.

## 5월 대공습

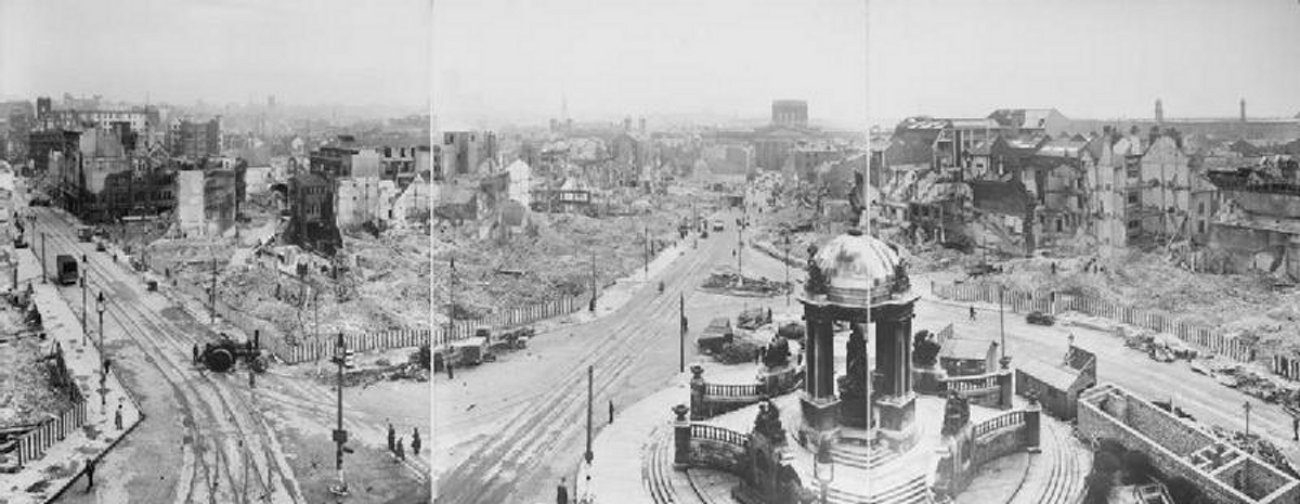
리버풀의 폭탄 피해 전경; 전경에 빅토리아 기념비, 중경에 불에 탄 커스텀 하우스의 잔해

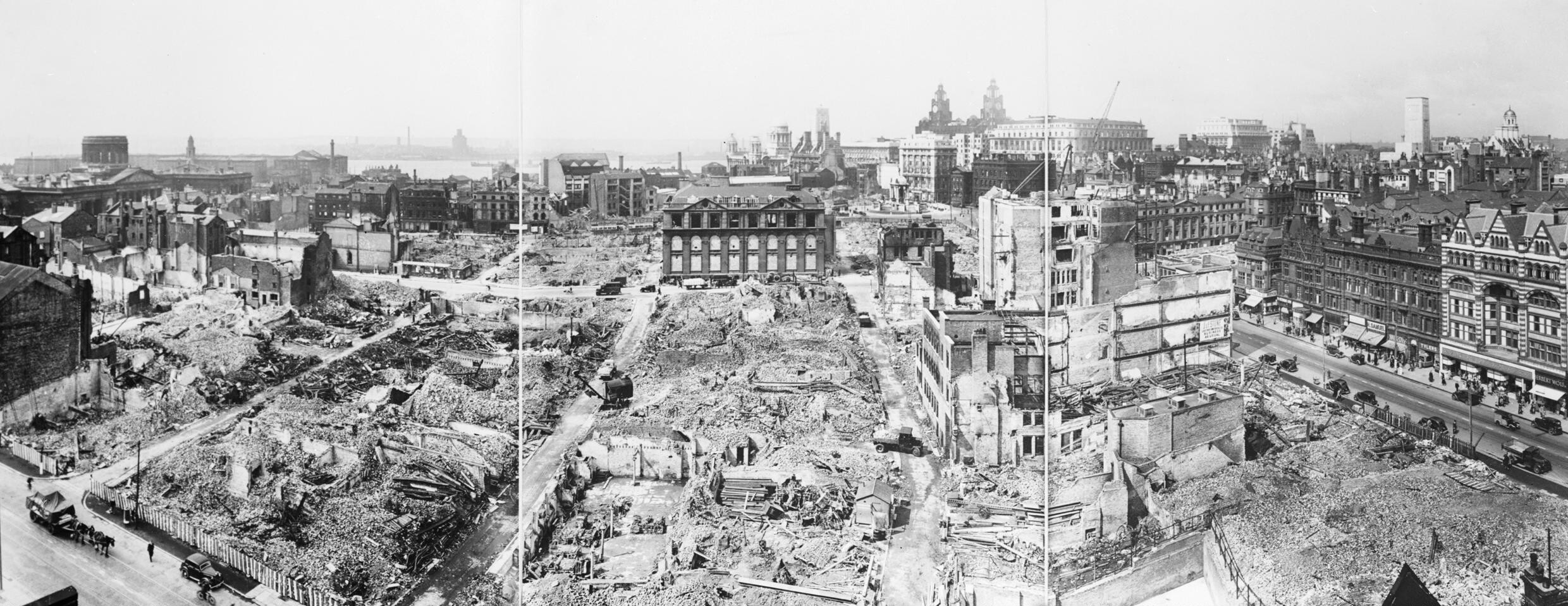
머지 강을 바라보는 또 다른 파노라마 전경; 왼쪽의 커스텀 하우스, 중경의 리버 빌딩

1941년 5월, 이 지역에 대한 공습이 재개되었다. 7일 밤 동안의 폭격은 도시를 황폐화시켰다. 첫 폭탄은 5월 1일 22시 15분에 위럴의 월러시, 시컴에 떨어졌다. 폭격은 1941년 5월 1일부터 7일까지 절정에 달했다. 681대의 루프트바페 폭격기가 동원되었으며, 2,315개의 고폭탄과 소이탄 등 119개의 다른 폭발물이 투하되었다. 이 공습으로 144개의 화물 선석 중 69개가 사용 불능 상태가 되었고, 2,895명의 사상자가 발생했다.
리버풀 대성당은 고폭탄에 피격되어 남동쪽 익랑의 지붕을 뚫고 내부 벽에 맞아 공중에서 폭발하여 많은 스테인드글라스 창문이 손상되었다. 다른 폭탄은 정면 계단에 떨어졌지만 폭발하지 않았고, 소이탄은 서쪽 끝에 있는 계약자 마당의 장비를 파괴했다.
5월 3일의 한 사건은 허스키슨 부두에 정박 중이던 탄약을 실은 배인 SS 말라칸드(Malakand)와 관련이 있었다. 최종 폭발은 종종 불타는 방어용 풍선 탓으로 돌려지지만, 그 불은 진압되었다. 그러나 폭격당한 부두 창고의 불길이 말라칸드로 번졌고, 이 불은 진압할 수 없었다. 소방관들이 불길을 끄기 위해 용감하게 노력했음에도 불구하고, 불길은 배에 실린 1,000톤의 폭탄으로 번졌고, 공습이 끝난 지 몇 시간 후에 폭발했다. 허스키슨 2번 부두 전체와 주변 부두가 파괴되었고 4명이 사망했다. 폭발은 너무 강력해서 배의 선체 일부가 1 마일 (1.6 km) 이상 떨어진 공원까지 날아갔다. 불길이 완전히 꺼지는 데 74시간이 걸렸다.
7일 밤 동안의 폭격으로 6,500채 이상의 주택이 공중 폭격으로 완전히 파괴되었고 19만 채가 추가로 손상되어 7만 명의 이재민이 발생했다. 500개의 도로가 통행 금지되었고 철도와 전차 노선이 파괴되었다. 700개의 상수도관과 80개의 하수관이 가스, 전기, 전화 서비스와 함께 손상되었다.
도시 외곽의 9천 명의 노동자와 2천7백 명의 군인이 거리에서 잔해를 치우는 데 도움을 주었다. 5월 3일 밤부터 4일 밤까지 단 하루 만에 소방대원들이 400건의 화재에 출동했다.
도시 북쪽에 있는 부틀은 심각한 피해와 인명 손실을 입었다. 이곳에서 주목할 만한 사건은 애쉬 스트리트와 스탠리 로드 교차로에 있는 코오프 방공호에 대한 직접 피격이었다. 정확한 사상자 수는 불확실하지만, 수십 구의 시신이 수습되어 임시 영안실에 안치되었고, 그 영안실 자체도 나중에 180구 이상의 시신이 있는 상태에서 소이탄에 의해 파괴되었다.
타임스는 1941년 5월 5일 다음과 같은 보고를 실었다. "독일군은 토요일 밤의 리버풀 공격이 공군이 영국에 가한 공격 중 가장 강력한 공격 중 하나라고 밝혔다. 수백 대의 폭격기가 사용되었고, 시야가 좋았으며, 부두와 산업 시설, 창고 및 상업 중심지가 피격되었다. 많은 소규모 화재 외에도, 한 건의 대형 화재는 야간 공격 중 지금까지 관찰된 어떤 화재보다도 컸다고 주장되었다."

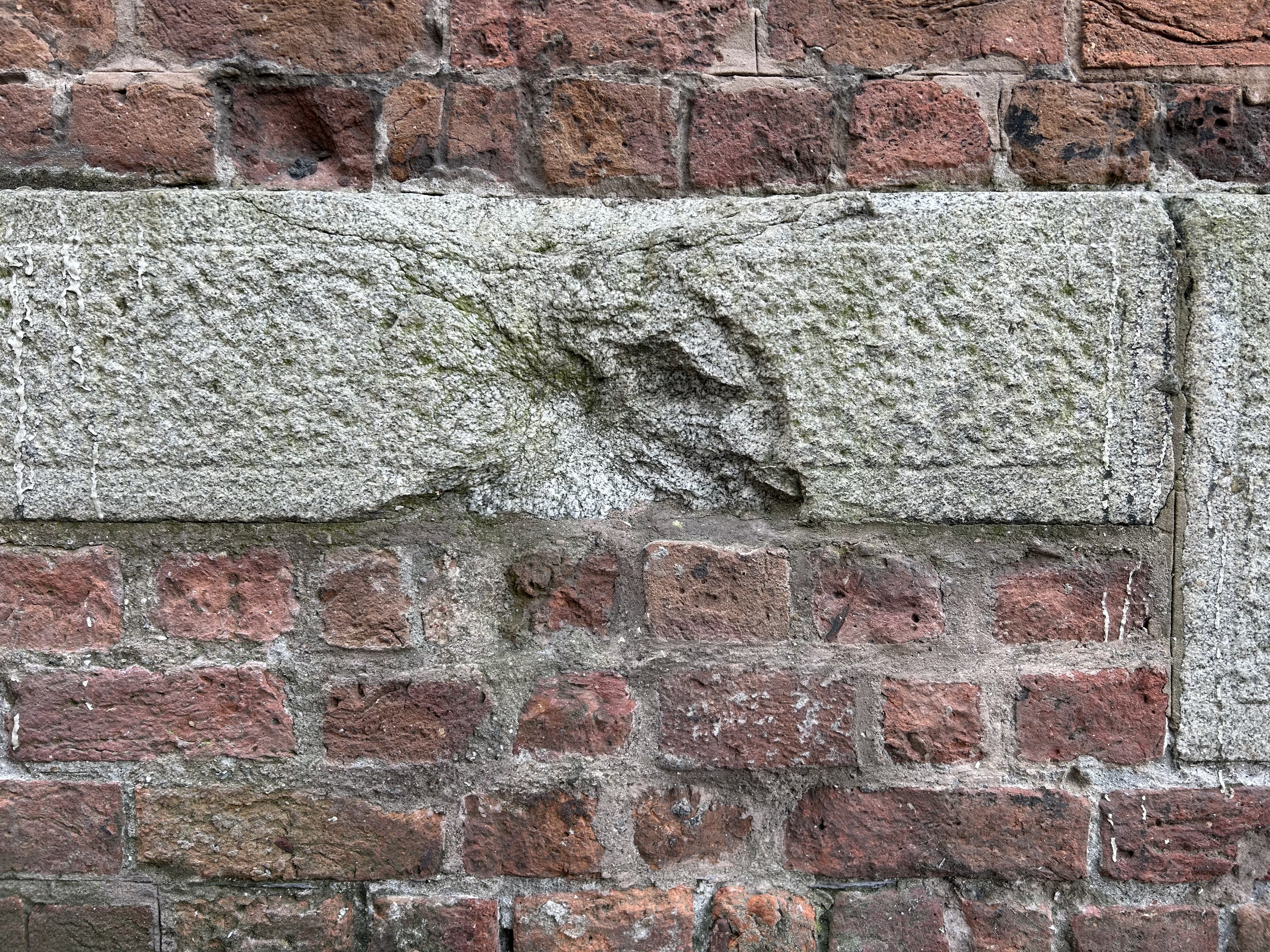
영국 리버풀 해양 박물관 북동쪽 벽의 폭탄 파편 손상

## 대공습의 끝
1941년 5월 공습 이후, 아돌프 히틀러의 관심이 소련 공격으로 돌아서면서 독일의 공중 공격은 약해졌다.
리버풀에 대한 마지막 독일 공습은 1942년 1월 10일에 있었는데, 어퍼 스탠호프 스트리트의 여러 주택을 파괴했다. 우연의 일치로 파괴된 주택 중 하나는 102번지였는데, 이곳은 알로이스 히틀러 주니어의 집이자 아돌프 히틀러의 이복형제이자 히틀러의 조카 윌리엄 패트릭 히틀러의 출생지였다. 이 집은 재건되지 않았고 전체 부지는 결국 주택이 철거되고 잔디밭으로 바뀌었다.

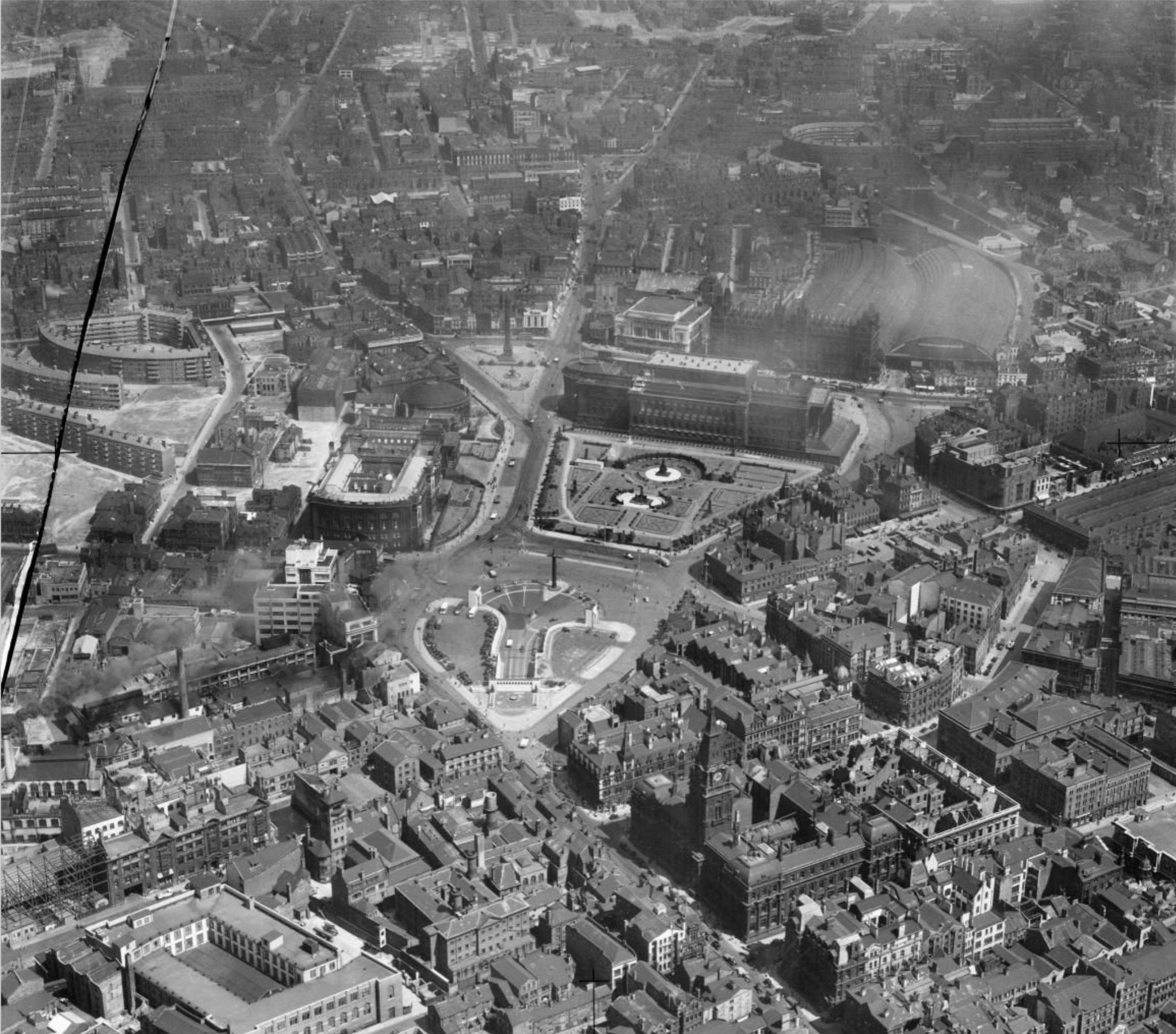
1946년 리버풀의 라임 스트리트 지역

결과적으로 독일 폭탄으로 리버풀에서 2,716명, 버컨헤드에서 442명, 부틀에서 409명, 월러시에서 332명이 사망했다.

## 여파

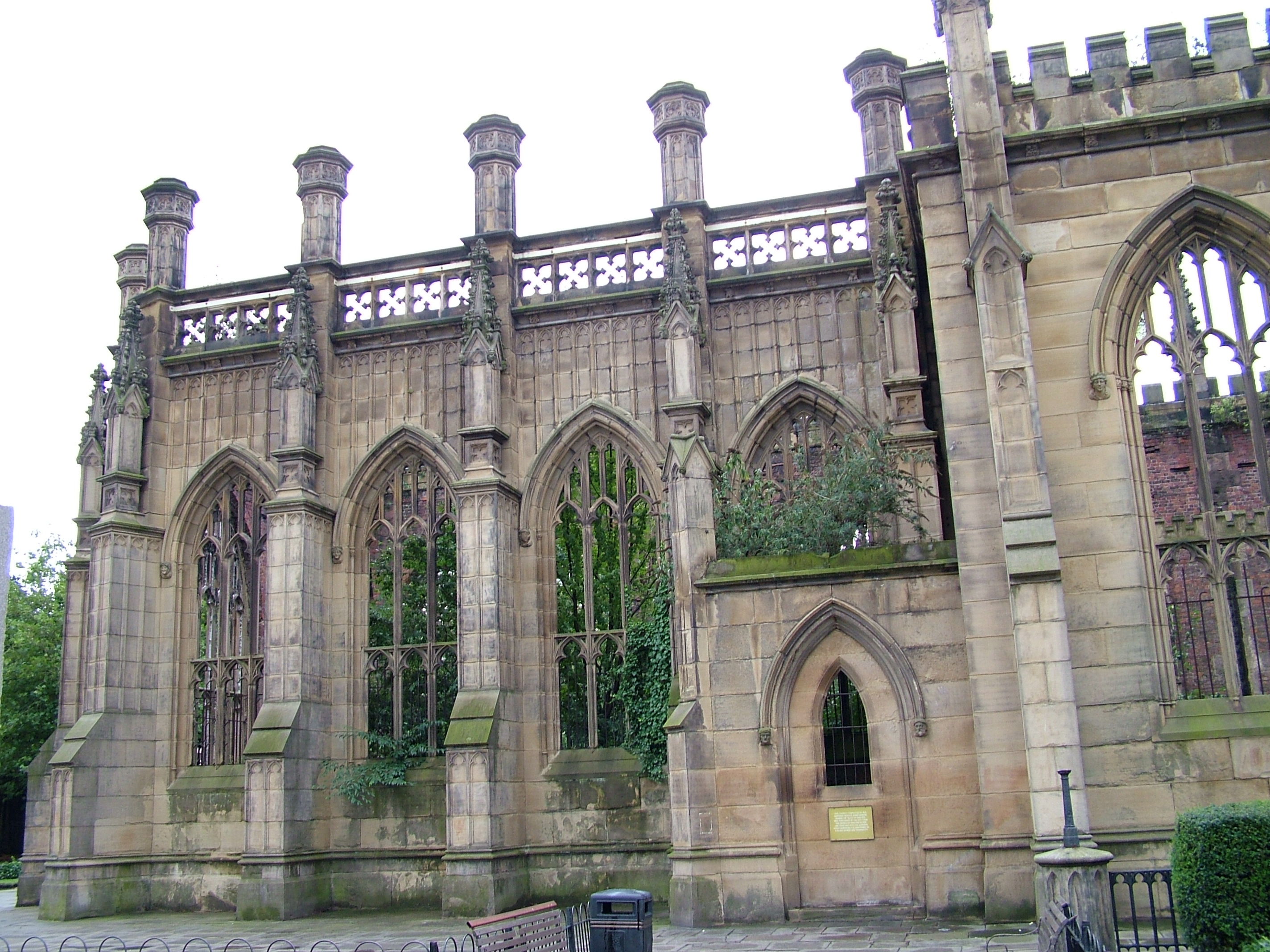
세인트 루크 교회의 뼈대 속에 나무들이 자라고 있다.

오늘날 리버풀 대공습의 가장 생생한 상징 중 하나는 도시 중심부에 위치한 세인트 루크 교회의 불에 탄 외벽이다. 이 교회는 1941년 5월 5일 소이탄에 의해 파괴되었다. 교회는 화재 폭격으로 인해 내부가 불에 탔지만 외형은 남아 있었고, 도시의 중요한 위치에서 리버풀과 주변 지역이 겪었던 고통을 상기시키는 역할을 했다. 결국 이 교회는 도시와 지역의 폭격으로 사망한 수천 명의 지역 남녀노소를 기리는 추모 정원이 되었다.
대공습으로 인한 다른 건축물 피해로는 커스텀 하우스, 블루코트 챔버스, 리버풀 박물관 등이 있었다. 하지만 많은 건물들이 전쟁 후에 복원되었고, 커스텀 하우스는 논란 속에 철거되었다.
영국 총리 윈스턴 처칠은 1941년 5월 리버풀과 주변 지역을 방문한 후 다음과 같이 말했다.
"나는 적의 공격으로 인한 피해를 보지만, 나는 또한 ... 정복되지 않은 사람들의 정신을 본다."

## 주목할 만한 희생자
- 메리 로슨, 영화 및 무대 배우[21][22]
- 프랜시스 윌리엄 보몽, 그녀의 남편; 사르크의 영주 계승자이자 영국 공군 장교[21][22]

## 같이 보기
- 리버풀의 역사
- 영국 대공습

### 내용주
1. ↑  1,741명이 사망하고 1,154명이 부상당했다

### 인용
1. ↑  “CITiZAN - Blogs - Raiders over the River Mersey”. 《www.citizan.org.uk》. 2024년 8월 9일에 확인함.
2. 1 2 3 4  “Spirit of the Blitz - Merseyside Maritime Museum, Liverpool museums”. 《Liverpoolmuseums.org.uk》. 2022년 2월 20일에 원본 문서에서 보존된 문서. 2019년 2월 18일에 확인함.
3. ↑  Hodgson, G. R. 《'Too ghastly to believe'? Liverpool, the press and the May Blitz of 1941》 (PDF). 《Journalism Education》 4 (Association for Journalism Education). Source: LJMU Research Online, Liverpool John Moores University; see http://researchonline.ljmu.ac.uk/id/eprint/1678/ for abstract and details. 2019년 2월 20일에 원본 문서 (PDF)에서 보존된 문서. 2020년 6월 12일에 확인함.
4. 1 2  “Coming danger - Merseyside Maritime Museum, Liverpool museums”. 《Liverpoolmuseums.org.uk》. 2019년 2월 25일에 원본 문서에서 보존된 문서. 2019년 2월 18일에 확인함.
5. ↑  Whittington-Egan, Richard (1987). 《The Great Liverpool Blitz》. The Gallery Press, Liverpool Dossier Series. 34쪽. ISBN 0-900389-27-3.
6. ↑  Waddington, Marc (2010년 11월 25일). “70th anniversary of Durning Road bomb disaster that claimed 166 Liverpool lives”. 《Liverpool Echo》. 2020년 11월 30일에 원본 문서에서 보존된 문서. 2021년 11월 15일에 확인함.
7. 1 2 3  “Studenten Karriere Portal Ausbildung | NWLG-BLOG |”. 《Studium - Karriere - Ausbildung》. 2011년 1월 24일에 원본 문서에서 보존된 문서. 2021년 11월 15일에 확인함.
8. ↑  “CITiZAN - Blogs - Blitz defence at Formby”. 《www.citizan.org.uk》. 2024년 8월 9일에 확인함.
9. ↑  “CITiZAN - Blogs - The scars of war”. 《www.citizan.org.uk》. 2024년 8월 9일에 확인함.
10. ↑  “Liverpool May Blitz remembered with parade and ceremony”. Liverpool Echo. 2011년 4월 30일. 2012년 10월 13일에 원본 문서에서 보존된 문서. 2013년 8월 22일에 확인함.
11. ↑  Liverpool and the Blitz 보관됨 2008-06-15 - 웨이백 머신
12. ↑  Whittington-Egan 1987, 24쪽.
13. ↑  “E. Chambré Hardman Archive”. 2007년 9월 27일에 원본 문서에서 보존된 문서. 2012년 2월 7일에 확인함.
14. 1 2  “The Liverpool Blitz”. 《Imperial War Museums》. 2021년 11월 8일에 원본 문서에서 보존된 문서. 2021년 11월 15일에 확인함.
15. ↑  “May Blitz - Merseyside Maritime Museum, Liverpool museums”. 2019년 2월 7일에 원본 문서에서 보존된 문서. 2019년 2월 5일에 확인함.
16. ↑  The Liverpool Blitz at liverpool museums 보관됨 2007-09-29 - 웨이백 머신
17. ↑  “Bombing of the Co-op Shelter, Bootle”. 《LIVERPOOL BLITZ 70》. 2018년 8월 23일에 원본 문서에서 보존된 문서. 2018년 8월 27일에 확인함.
18. ↑  “The Scouse Hitler”. 《Bbc.co.uk》. 2012년 4월 22일에 원본 문서에서 보존된 문서. 2021년 11월 15일에 확인함.
19. ↑  “E. Chambré Hardman Archive”. 2012년 6월 12일에 원본 문서에서 보존된 문서. 2012년 2월 7일에 확인함.
20. ↑  The May Blitz at liverpool museums 보관됨 2005-09-25 - 웨이백 머신
21. 1 2  “Second Raid on Humber Area Many Casualties, Other Attacks in North Midlands”. 《The Times》. 1941년 5월 10일. 2면.
22. 1 2  “Mary Lawson, British Actress, Killed in Raid”. 《Chicago Tribune》. 1941년 5월 10일. 8면.